# 櫛橋伊家
櫛橋 伊家（くしはし これいえ）は、戦国時代の播磨国の武将。播磨志方城主。

## 人物
播磨櫛橋氏7代目当主で、6代目当主・櫛橋則伊の長男として生まれる。父・則伊は播磨守護赤松氏の重臣として活躍したが、伊家の代になると活動の記録は極端に乏しくなる。またこの時代になると櫛橋豊後守則高という人物が赤松氏の奉行人として登場するが、この則高が伊家とどのような関係に当たる人物なのかは明らかではない。
天文10年（1541年）病を得て急死。この時、嫡男の伊定はまだ15歳であったため、櫛橋家の執政は家臣の好田大炊助が執ったとされる。なお後の福岡藩祖・黒田孝高に嫁した櫛橋光を伊家の娘とする系図史料もあるが、生年などとの整合性はとれない。